# Görögország az 1984. évi nyári olimpiai játékokon
Görögország az egyesült államokbeli Los Angelesben megrendezett 1984. évi nyári olimpiai játékok egyik részt vevő nemzete volt. Az országot az olimpián 11 sportágban 63 sportoló képviselte, akik összesen 2 érmet szereztek.

## Érmesek
| Érem  | Versenyző              | Sportág  | Versenyszám        |
| ----- | ---------------------- | -------- | ------------------ |
| Ezüst | Dimítriosz Thanópulosz | Birkózás | Kötöttfogás, 82 kg |
| Bronz | Harálambosz Holídisz   | Birkózás | Kötöttfogás, 57 kg |

## Atlétika
Férfi
| Versenyző               | Versenyszám | Előfutam | Előfutam | Előfutam | Negyeddöntő | Negyeddöntő | Negyeddöntő | Elődöntő | Elődöntő | Elődöntő | Döntő   | Döntő    |
| Versenyző               | Versenyszám | Idő      | Hely.    | Össz.    | Idő         | Hely.       | Össz.       | Idő      | Hely.    | Össz.    | Idő     | Helyezés |
| ----------------------- | ----------- | -------- | -------- | -------- | ----------- | ----------- | ----------- | -------- | -------- | -------- | ------- | -------- |
| Szotíriosz Mucánasz     | 800 m       | 1:47,32  | 4.       | 21.      | 1:46,34     | 7.          | 19.         | kiesett  | kiesett  | kiesett  | kiesett | kiesett  |
| Mihaíl Kúszisz          | Maraton     |          |          |          |             |             |             |          |          |          | 2:17:38 | 26.      |
| Athanásziosz Kalojánisz | 400 m gát   | 51,27    | 4.       | 30.**    |             |             |             | kiesett  | kiesett  | kiesett  | kiesett | kiesett  |
| Jeórjiosz Vamvakász     | 400 m gát   | 50,39    | 6.       | 19.      |             |             |             | kiesett  | kiesett  | kiesett  | kiesett | kiesett  |

| Versenyző                     | Versenyszám   | Selejtező | Selejtező | Döntő    | Döntő    |
| Versenyző                     | Versenyszám   | Eredmény  | Helyezés  | Eredmény | Helyezés |
| ----------------------------- | ------------- | --------- | --------- | -------- | -------- |
| Dimítriosz Katísz             | Magasugrás    | 215 cm    | 22.       | kiesett  | kiesett  |
| Dimítriosz Míhasz             | Hármasugrás   | 16,15 m   | 13.       | kiesett  | kiesett  |
| Dimítriosz Kucúkisz           | Súlylökés     | 18,74 m   | 14.       | kiesett  | kiesett  |
| Konsztandínosz Jeorgakópulosz | Diszkoszvetés | 60,94 m   | 9.        | 60,30 m  | 11.      |

Női
| Versenyző         | Versenyszám | Előfutam | Előfutam | Előfutam | Elődöntő | Elődöntő | Elődöntő | Döntő   | Döntő    |
| Versenyző         | Versenyszám | Idő      | Hely.    | Össz.    | Idő      | Hely.    | Össz.    | Idő     | Helyezés |
| ----------------- | ----------- | -------- | -------- | -------- | -------- | -------- | -------- | ------- | -------- |
| Eliszávet Pandazí | 100 m gát   | 14,20    | 6.       | 21.      | kiesett  | kiesett  | kiesett  | kiesett | kiesett  |

| Versenyző  | Versenyszám   | Selejtező | Selejtező | Döntő    | Döntő    |
| Versenyző  | Versenyszám   | Eredmény  | Helyezés  | Eredmény | Helyezés |
| ---------- | ------------- | --------- | --------- | -------- | -------- |
| Ána Verúli | Gerelyhajítás | kizárták  | kizárták  | kiesett  | kiesett  |

** - két másik versenyzővel azonos eredményt ért el

## Birkózás
Kötöttfogású
| Versenyző              | Versenyszám | Vigaszágas kiesés | Vigaszágas kiesés | 5. helyért                      | Bronz- mérkőzés              | Döntő                  | Helyezés    |
| Versenyző              | Versenyszám | Ellenfél Eredmény | Hely.             | Ellenfél Eredmény               | Ellenfél Eredmény            | Ellenfél Eredmény      | Helyezés    |
| ---------------------- | ----------- | --- | ----------------- | ------------------------------- | ---------------------------- | ---------------------- | ----------- |
| Harálambosz Holídisz   | 57 kg       | A csoport · Abdel Latif Khalaf (EGY) · 14–0 · Ali Lachkar (MAR) · 2–0 · a 3. fordulóban erőnyerő · Döntő · Benni Ljungbeck (SWE) · 5–2 · Etó Maszaki (JPN) · 6–6                                           | 2.                |                                 | Niculae Zamfir (ROU) · 2–1   |                        |             |
| Sztéliosz Mijákisz     | 62 kg       | B csoport · Salem Bekhit (EGY) · 6–4 · Hugo Dietsche (SUI) · 1–6 · Kim Vongi (Kim Won-gi) (KOR) · 2–14 | 6.                | kiesett                         | kiesett                      | kiesett                | helyezetlen |
| Andóniosz Papadópulosz | 68 kg       | B csoport · Jim Martinez (USA) · kétvállas · a 2. fordulóban erőnyerő · Shaban Ibrahim (EGY) · 3–5 | 5.                | kiesett                         | kiesett                      | kiesett                | helyezetlen |
| Dimítriosz Thanópulosz | 82 kg       | B csoport · Morijama Jaszutosi (JPN) · passzivitás · Ernesto Razzino (ITA) · 6–4 · Siegfried Seibold (FRG) · 7–6 · Döntő · Jarmo Övermark (FIN) · 1–6 · Momir Petković (YUG) · 5–1                         | 1.                |                                 |                              | Ion Draica (ROU) · 3–4 |             |
| Jeórjiosz Pozídisz     | 90 kg       | A csoport · Karolj Kopas (YUG) · 5–4 · Abdul Breesam Rahman (IRQ) · 15–3 · Frank Andersson (SWE) · 0–6 · Toni Hannula (FIN) · passzivitás · Döntő · Frank Andersson (SWE) · 0–6 · Steve Fraser (USA) · 1–2 | 3.                | Jean-François Court (FRA) · 2–4 |                              |                        | 6.          |
| Jeórjiosz Pikilídisz   | 100 kg      | A csoport · Franz Pitschmann (AUT) · 7–1 · Karl-Johan Gustavsson (SWE) · 16–1 · Döntő · Vasile Andrei (ROU) · passzivitás                                                                                  | 2.                |                                 | Jožef Tertei (YUG) · 0–3     |                        | 4.          |
| Panajótisz Pikilídisz  | +100 kg     | A csoport · Andó Maszaja (JPN) · 11–7 · Jeff Blatnick (USA) · 4–3 · Döntő · Jeff Blatnick (USA) · 4–3 · Refik Memišević (YUG) · passzivitás                                                                | 3.                |                                 | Hassan El-Haddad (EGY) · 7–3 |                        | 4.          |

Szabadfogású
| Versenyző                | Versenyszám | Vigaszágas kiesés | Vigaszágas kiesés | 5. helyért                            | Bronz- mérkőzés   | Döntő             | Helyezés    |
| Versenyző                | Versenyszám | Ellenfél Eredmény | Hely.             | Ellenfél Eredmény                     | Ellenfél Eredmény | Ellenfél Eredmény | Helyezés    |
| ------------------------ | ----------- | --- | ----------------- | ------------------------------------- | ----------------- | ----------------- | ----------- |
| Jeórjiosz Athanasziádisz | 68 kg       | A csoport · Andrew Rein (USA) · 1–9 · Jukka Rauhala (FIN) · 3–7 | 9.                | kiesett                               | kiesett           | kiesett           | helyezetlen |
| Kiriákosz Bojadzísz      | 74 kg       | B csoport · Martin Knosp (FRG) · kétvállas · a 2. fordulóban erőnyerő · Craig Green (AUS) · 4–2 · Marc Mongeon (CAN) · 0–12                                                                                                | 6.                | kiesett                               | kiesett           | kiesett           | helyezetlen |
| Iraklísz Deszkulídisz    | 82 kg       | A csoport · Barthelémy N'To (CMR) · kétvállas · Kim Theu (Kim Tae-U) (KOR) · 2–6 · Reiner Trik (FRG) · 5–4 · Nagasima Hidejuki (JPN) · 1–6                                                                                 | 4.                | kiesett                               | kiesett           | kiesett           | 7.          |
| Jeórjiosz Pikilídisz     | 100 kg      | A csoport · Oumar Samba Sy (MTN) · passzivitás · Karl-Johan Gustavsson (SWE) · 12–0 · Joseph Atiyeh (SYR) · feladta (sérülés) · Döntő · Vasile Puşcaşu (ROU) · feladta (sérülés) · Joseph Atiyeh (SYR) · feladta (sérülés) | 3.                | Honda Tamon (JPN) · feladta (sérülés) |                   |                   | 6.          |
| Panajótisz Pikilídisz    | +100 kg     | A csoport · Ayhan Taşkın (TUR) · 6–13 · a 2. fordulóban nem indult | 4.                | kiesett                               | kiesett           | kiesett           | 8.          |

## Evezés
Férfi
| Versenyző                    | Versenyszám  | Előfutam | Előfutam | Vigaszág | Vigaszág | Elődöntő | Elődöntő | Döntő | Döntő   | Döntő | Helyezés |
| Versenyző                    | Versenyszám  | Idő      | Hely.    | Idő      | Hely.    | Idő      | Hely.    | Típus | Idő     | Hely. | Helyezés |
| ---------------------------- | ------------ | -------- | -------- | -------- | -------- | -------- | -------- | ----- | ------- | ----- | -------- |
| Konsztandínosz Kondomanólisz | Egypárevezős | 7:35,92  | 3.       | 7:25,15  | 1.       | 7:23,99  | 3.       | A     | 7:17,03 | 6.    | 6.       |

## Kerékpározás

### Országúti kerékpározás
Férfi
| Versenyző             | Versenyszám   | Idő           | Helyezés      |
| --------------------- | ------------- | ------------- | ------------- |
| Kanélosz Kanelópulosz | Mezőnyverseny | nem ért célba | nem ért célba |
| Ilíasz Keleszídisz    | Mezőnyverseny | nem ért célba | nem ért célba |

## Ökölvívás
| Versenyző                | Versenyszám | Selejtező            | 32-es főtábla     | Nyolcaddöntő          | Negyeddöntő                    | Elődöntő          | Döntő             | Helyezés |
| Versenyző                | Versenyszám | Ellenfél Eredmény    | Ellenfél Eredmény | Ellenfél Eredmény     | Ellenfél Eredmény              | Ellenfél Eredmény | Ellenfél Eredmény | Helyezés |
| ------------------------ | ----------- | -------------------- | ----------------- | --------------------- | ------------------------------ | ----------------- | ----------------- | -------- |
| Sztamátiosz Koléthrasz   | Pehelysúly  | Ali Faki (MAW) · 1:4 | kiesett           | kiesett               | kiesett                        | kiesett           | kiesett           | 33.      |
| Jeórjiosz Sztefanópulosz | Nehézsúly   |                      | erőnyerő          | Doug Young (GBR) · KO | Arnold Vanderlijde (NED) · 0:5 | kiesett           | kiesett           | 5.       |

## Sportlövészet
Férfi
| Versenyző            | Versenyszám           | Pont | Helyezés |
| -------------------- | --------------------- | ---- | -------- |
| Ignátiosz Pszilákisz | Légpuska              | 581  | 9.       |
| Ignátiosz Pszilákisz | Sportpuska, fekvő     | 590  | 23.      |
| Ignátiosz Pszilákisz | Sportpuska, összetett | 1135 | 26.      |
| Pelopídasz Iliádisz  | Sportpuska, összetett | 1114 | 41.      |
| Pelopídasz Iliádisz  | Légpuska              | 571  | 32.      |

Női
| Versenyző      | Versenyszám   | Pont | Helyezés |
| -------------- | ------------- | ---- | -------- |
| Agathí Kaszúmi | Sportpisztoly | 565  | 21.      |

Nyílt
| Versenyző                     | Versenyszám | Pont | Helyezés |
| ----------------------------- | ----------- | ---- | -------- |
| Panajótisz Xanthákosz         | Skeet       | 185  | 38.      |
| Rodólfosz Jeórjiosz Alexákosz | Skeet       | 183  | 45.      |

## Súlyemelés
| Versenyző                | Versenyszám | Szakítás                 | Szakítás                 | Lökés                    | Lökés                    | Összesen | Helyezés |
| Versenyző                | Versenyszám | Eredmény                 | Helyezés                 | Eredmény                 | Helyezés                 | Összesen | Helyezés |
| ------------------------ | ----------- | ------------------------ | ------------------------ | ------------------------ | ------------------------ | -------- | -------- |
| Joánisz Kacandónisz      | 56 kg       | 105,0                    | 8.                       | 135,0                    | 7.                       | 240,0    | 9.       |
| Pávlosz Leszpurídisz     | 75 kg       | 135,0                    | 13.                      | 170,0                    | 10.                      | 305,0    | 12.      |
| Jordánisz Iliúdisz       | 75 kg       | 130,0                    | 16.                      | 175,0                    | 6.                       | 305,0    | 13.      |
| Vaszíliosz Sztavrídisz   | 82,5 kg     | érvényes kísérlet nélkül | érvényes kísérlet nélkül | kiesett                  | kiesett                  | kiesett  | kiesett  |
| Níkosz Iliádisz          | 90 kg       | 155,0                    | 4.                       | 195,0                    | 3.                       | 350,0    | 6.       |
| Jánisz Jérondasz         | 110 kg      | 152,5                    | 9.                       | 197,5                    | 7.                       | 350,0    | 7.       |
| Jeórjiosz Panajotákisz   | 110 kg      | 160,0                    | 6.                       | érvényes kísérlet nélkül | érvényes kísérlet nélkül | kiesett  | kiesett  |
| Joánisz Cindszárisz      | +110 kg     | 162,5                    | 4.                       | 185,0                    | 5.                       | 347,5    | 4.       |
| Szerafím Gramatikópulosz | +110 kg     | kizárták                 | kizárták                 | kizárták                 | kizárták                 | kizárták | kizárták |

## Úszás
Férfi
| Versenyző           | Versenyszám    | Előfutam | Előfutam | Előfutam | Döntő   | Döntő   | Döntő   | Helyezés |
| Versenyző           | Versenyszám    | Idő      | Hely.    | Össz.    | Típus   | Idő     | Hely.   | Helyezés |
| ------------------- | -------------- | -------- | -------- | -------- | ------- | ------- | ------- | -------- |
| Ilíasz Málamasz     | 100 m hát      | 58,69    | 3.       | 19.      | kiesett | kiesett | kiesett | kiesett  |
| Kristofer Stivenson | 100 m hát      | 58,76    | 3.       | 20.      | kiesett | kiesett | kiesett | kiesett  |
| Kristofer Stivenson | 200 m hát      | 2:08,38  | 5.       | 23.      | kiesett | kiesett | kiesett | kiesett  |
| Kristofer Stivenson | 100 m pillangó | 55,46    | 2.       | 12.*     | B       | 55,61   | 4.*     | 12.*     |
| Kristofer Stivenson | 200 m pillangó | 2:02,94  | 5.       | 18.      | kiesett | kiesett | kiesett | kiesett  |

Női
| Versenyző   | Versenyszám | Előfutam | Előfutam | Előfutam | Döntő   | Döntő   | Döntő   | Helyezés |
| Versenyző   | Versenyszám | Idő      | Hely.    | Össz.    | Típus   | Idő     | Hely.   | Helyezés |
| ----------- | ----------- | -------- | -------- | -------- | ------- | ------- | ------- | -------- |
| Szofía Dára | 100 m gyors | 59,25    | 4.       | 43.      | kiesett | kiesett | kiesett | kiesett  |
| Szofía Dára | 200 m gyors | 2:09,52  | 4.       | 23.      | kiesett | kiesett | kiesett | kiesett  |
| Szofía Dára | 400 m gyors | 4:31,76  | 4.       | 20.      | kiesett | kiesett | kiesett | kiesett  |

## Vitorlázás
Férfi
| Versenyző                 | Versenyszám     | Futam | Futam | Futam | Futam | Futam | Futam | Futam   | Pontszám | Helyezés |
| Versenyző                 | Versenyszám     | 1     | 2     | 3     | 4     | 5     | 6     | 7       | Pontszám | Helyezés |
| ------------------------- | --------------- | ----- | ----- | ----- | ----- | ----- | ----- | ------- | -------- | -------- |
| Sztéliosz Jeorguszópulosz | Szörfvitorlázás | 28,0  | 34,0  | 38,0  | 38,0  | 37,0  | 31,0  | (45,0*) | 206,0    | 31.      |

Nyílt
| Versenyző                                                          | Versenyszám | Futam | Futam | Futam | Futam  | Futam | Futam  | Futam   | Pontszám | Helyezés |
| Versenyző                                                          | Versenyszám | 1     | 2     | 3     | 4      | 5     | 6      | 7       | Pontszám | Helyezés |
| ------------------------------------------------------------------ | ----------- | ----- | ----- | ----- | ------ | ----- | ------ | ------- | -------- | -------- |
| Armanto Ortolano                                                   | Finn dingi  | 20,0  | 5,7   | 20,0  | 19,0   | 21,0  | 23,0   | (35,0*) | 108,7    | 16.      |
| Ilíasz Hadzipavlísz Leonídasz Pelekanákisz                         | Csillaghajó | 3,0   | 0,0   | 17,0  | (19,0) | 17,0  | 16,0   | 14,0    | 67,0     | 6.       |
| Anasztásziosz Bundúrisz Dimítriosz Delijánisz Jeórjiosz Szpirídisz | Soling      | 14,5  | 10,0  | 8,0   | 0,0    | 11,7  | (29,0) | 15,0    | 59,2     | 6.       |

* - nem ért célba

## Vívás
Férfi
| Versenyző            | Versenyszám  | Selejtező | Selejtező | Selejtező | Selejtező | Selejtező | Selejtező | Főtábla                      | Főtábla           | Vigaszág                                | Vigaszág                     | Negyeddöntő       | Elődöntő          | Döntő             | Helyezés |
| Versenyző            | Versenyszám  | 1. kör | 1. kör    | 2. kör | 2. kör    | 3. kör | 3. kör    | 1. kör                       | 2. kör            | 1. kör                                  | 2. kör                       | Negyeddöntő       | Elődöntő          | Döntő             | Helyezés |
| Versenyző            | Versenyszám  | Ellenfél Eredmény | Hely.     | Ellenfél Eredmény | Hely.     | Ellenfél Eredmény | Hely.     | Ellenfél Eredmény            | Ellenfél Eredmény | Ellenfél Eredmény                       | Ellenfél Eredmény            | Ellenfél Eredmény | Ellenfél Eredmény | Ellenfél Eredmény | Helyezés |
| -------------------- | ------------ | --- | --------- | --- | --------- | --- | --------- | ---------------------------- | ----------------- | --------------------------------------- | ---------------------------- | ----------------- | ----------------- | ----------------- | -------- |
| Zíszisz Bambanászisz | Kard, egyéni | 5. csoport · Csen Csin-csu (Chen Jinchu) (CHN) · 5–4 · Richard Cohen (GBR) · 5–1 · Jean-Paul Banos (CAN) · 5–2 · Marco Marin (ITA) · 3–5 · | 2.        | 4. csoport · Antonio García (ESP) · 5–3 · John Zarno (GBR) · 5–2 · Jörg Stratmann (FRG) · 5–2 · Gianfranco Dalla Barba (ITA) · 1–5 | 2.        | 2. csoport · Jörg Stratmann (FRG) · 5–1 · Jean-Paul Banos (CAN) · 5–2 · Giovanni Scalzo (ITA) · 5–4 · Cornel Marin (ROU) · 1–5 · Jean-François Lamour (FRA) · 3–5 | 3.        | Peter Westbrook (USA) · 3–10 |                   | Vang Zsuj-csi (Wang Ruiji) (CHN) · 10–9 | Giovanni Scalzo (ITA) · 4–10 | kiesett           | kiesett           | kiesett           | 11.      |

## Vízilabda
| Görög férfi vízilabdacsapat-játékoskeret | Görög férfi vízilabdacsapat-játékoskeret                                                                                                 |
| --- | --- |
| - Joánisz Vószosz - Szpírosz Kaprálosz - Szotíriosz Sztathákisz - Andréasz Gúnasz - Kiriákosz Janópulosz - Arisztídisz Kefalojánisz - Anasztásziosz Papanasztaszíu | - Dimítriosz Szeletópulosz - Andóniosz Arónisz - Márkelosz Szitaréniosz - Jeórjiosz Mavrotász - Xenofón Mudáciosz - Sztávrosz Janópulosz |

### Eredmények
Csoportkör
B csoport
| Csapat                 | M | Gy | D | V | G+ | G– | Gk  | P |
| ---------------------- | - | -- | - | - | -- | -- | --- | - |
| Egyesült Államok (USA) | 3 | 3  | 0 | 0 | 32 | 17 | +15 | 6 |
| Spanyolország (ESP)    | 3 | 2  | 0 | 1 | 39 | 31 | +8  | 4 |
| Görögország (GRE)      | 3 | 0  | 1 | 2 | 23 | 33 | –10 | 1 |
| Brazília (BRA)         | 3 | 0  | 1 | 2 | 25 | 38 | –13 | 1 |

| 1984. augusztus 1. 13:30 | Egyesült Államok (USA) | 12–5 | Görögország (GRE) |  |
| 1984. augusztus 1. 13:30 | (2–0, 2–1, 5–2, 3–2)   |      |                   |  |
| 1984. augusztus 1. 13:30 |                        |      |                   |  |

| 1984. augusztus 2. 08:30 | Görögország (GRE)    | 9–12 | Spanyolország (ESP) |  |
| 1984. augusztus 2. 08:30 | (1–1, 2–4, 4–3, 2–4) |      |                     |  |
| 1984. augusztus 2. 08:30 |                      |      |                     |  |

| 1984. augusztus 3. 19:30 | Görögország (GRE)    | 9–9 | Brazília (BRA) |  |
| 1984. augusztus 3. 19:30 | (4–2, 2–3, 0–1, 3–3) |     |                |  |
| 1984. augusztus 3. 19:30 |                      |     |                |  |

7–12. helyért
| Csapat            | M | Gy | D | V | G+ | G– | Gk  | P |
| ----------------- | - | -- | - | - | -- | -- | --- | - |
| Olaszország (ITA) | 5 | 4  | 1 | 0 | 63 | 34 | +29 | 9 |
| Görögország (GRE) | 5 | 3  | 2 | 0 | 52 | 41 | +11 | 8 |
| Kína (CHN)        | 5 | 3  | 0 | 2 | 44 | 39 | +5  | 6 |
| Kanada (CAN)      | 5 | 1  | 1 | 3 | 40 | 48 | –8  | 3 |
| Japán (JPN)       | 5 | 1  | 0 | 4 | 30 | 55 | –25 | 2 |
| Brazília (BRA)    | 5 | 0  | 2 | 3 | 40 | 52 | –12 | 2 |

| 1984. augusztus 6. 13:30 | Kanada (CAN)         | 8–11 | Görögország (GRE) |  |
| 1984. augusztus 6. 13:30 | (2–3, 2–3, 1–2, 3–3) |      |                   |  |
| 1984. augusztus 6. 13:30 |                      |      |                   |  |

| 1984. augusztus 7. 08:30 | Japán (JPN)          | 7–14 | Görögország (GRE) |  |
| 1984. augusztus 7. 08:30 | (1–4, 2–4, 1–2, 3–4) |      |                   |  |
| 1984. augusztus 7. 08:30 |                      |      |                   |  |

| 1984. augusztus 9. 19:30 | Görögország (GRE)    | 8–8 | Olaszország (ITA) |  |
| 1984. augusztus 9. 19:30 | (1–2, 3–2, 3–2, 1–2) |     |                   |  |
| 1984. augusztus 9. 19:30 |                      |     |                   |  |

| 1984. augusztus 10. 19:30 | Kína (CHN)           | 9–10 | Görögország (GRE) |  |
| 1984. augusztus 10. 19:30 | (2–3, 4–3, 1–2, 3–1) |      |                   |  |
| 1984. augusztus 10. 19:30 |                      |      |                   |  |

| Csapat            | Helyezés |
| ----------------- | -------- |
| Görögország (GRE) | 8.       |